# Дорн, Жозеф
Жозеф Филипп Мари Дорн (фр. Joseph Philippe Marie Dornes; 1760—1812) — французский военный деятель, бригадный генерал (1809 год), барон (1808 год), участник революционных и наполеоновских войн.

## Биография
Происходил из семьи торговца. Начал военную службу в августе 1778 года в 21-м кавалерийском полку. Принял идеи Революции, и быстро дослужился до звания командира эскадрона. Сражался в рядах Северной и Рейнской армий, отличился во время отступления Моро, проявив мужество и бдительность. Затем с полком отправился в Италию, где сражался против войск Суворова, и принял участие в наиболее важных сражениях той кампании. 23 июля 1801 года переведён в 23-й кавалерийский полк, который 5 февраля 1803 года влился в состав 1-го кирасирского полка.
29 октября 1803 года произведён в майоры, и стал заместителем командира 1-го кирасирского полка. 27 декабря 1805 года был награждён чином полковника, и возглавил 12-й кирасирский. Действуя в составе 1-й дивизии тяжёлой кавалерии Нансути, полк Дорна наиболее ярко проявил себя в сражении при Фридланде, где удерживал трудную позицию и понёс большие потери.
В Австрийской кампании 1809 года Дорн по-прежнему был во главе 12-го полка, отличился в сражениях при Эсслинге и Ваграме. В последнем сражении под ним был убит конь. 3 августа 1809 года произведён в бригадные генералы, и 26 сентября назначен командующим в департамент Форе в Люксембурге.
25 декабря 1811 года вернулся к активной боевой службе, и возглавил 3-ю бригаду 2-й дивизии тяжёлой кавалерии. Принимал участие в Русской кампании. Отличился в Бородинском сражении, где его бригада захватила русский редут с 14 орудиями. В ходе данной атаки конь Дорна получил три пулевые раны. Отступление из России подорвало силы генерала, и он умер в Вильно 29 декабря 1812 года в возрасте 52 лет.

## Воинские звания
- Младший лейтенант (25 января 1792 года);
- Лейтенант (17 июня 1792 года);
- Капитан (26 января 1793 года);
- Командир эскадрона (1 июля 1793 года);
- Майор (29 октября 1803 года);
- Полковник (27 декабря 1805 года);
- Бригадный генерал (3 августа 1809 года).

## Титулы
- Барон Дорн и Империи (фр. baron Dornes et de l'Empire; декрет от 19 марта 1808 года, патент подтверждён 10 сентября 1808 года)[1].

## Награды
Легионер ордена Почётного легиона (25 марта 1804 года)
 Офицер ордена Почётного легиона (14 мая 1807 года)